# 春牛圖
春牛圖是中國古時一種用來預知當年天氣、降雨量、干支、五行、農作收成等資料的圖鑑。直至現在，我們也可在农民曆的最后一页找到它。「春牛圖」內畫了一頭牛及一個牽牛的「芒神」。

## 春牛

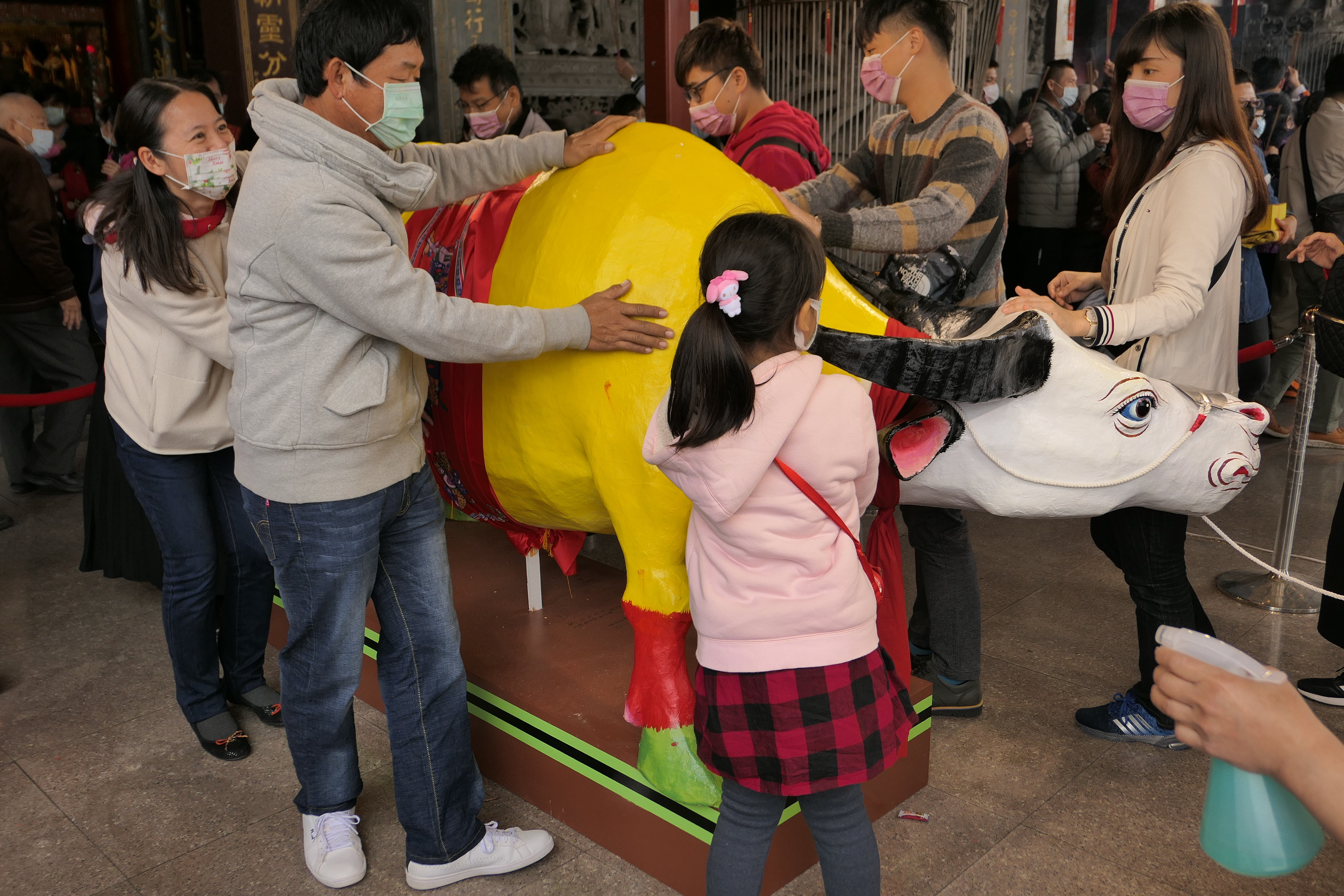
過牛摸春牛（2021辛丑年，臺灣臺南正統鹿耳門聖母廟）

春牛就是土牛，乃是土製的牛，古時候於立春前製造土牛，好讓文武百官在立春祭典中綵杖鞭策它，以勸農耕，同時象徵春耕的開始。春牛身高四尺，象徵一年四季。身長八尺，象徵農耕八節（春分、夏至、秋分、冬至、立春、立夏、立秋以及立冬）。尾長一尺二寸，象徵一年十二個月。
牛頭代表當年的年干；牛身代表年支；牛腹代表納音；牛角、牛耳及牛尾代表立春日的日干；牛頸代表立春日的日支；牛蹄代表立春日的納音；牛繩的代表立春當日的天干；牛繩的質地代表立春當日的地支。並依干支的五行畫顏色，屬金為白色，屬木為青色，屬水為黑色，屬火為紅色，屬土為黃色。另外牛口合上，牛尾擺向右邊代表陰年；相反，牛口張開，牛尾擺向左邊代表是陽年。

## 牧童（芒神）
春牛圖裡的牧童，又稱「芒神」，原型為上古掌管東方之神句芒。他原為古代掌管柭木的官吏，後來做為神名。身高三尺六寸，象徵農曆一年的三百六十日。他手上之鞭長二尺四寸，代表一年二十四節氣。芒神的衣服以及腰帶的顏色，甚至頭上所束的髮髻的位置，也要按立春日的五行干支而定。當他沒有穿鞋和褲管束高時，就代表該年多雨水，農民要作好防澇的準備；相反地，雙足穿草鞋則代表該年乾旱，農民要作好抗旱蓄水的安排；又如一隻腳光著，一隻腳穿草鞋，則代表該年是雨量適中的好年景，農民們要辛勤耕作，勿誤農時。還有，如果牧童戴草帽意即天氣陰涼；不戴帽則炎熱。
芒神的衣服與腰帶的顏色，也因為立春這一天的日支之不同而不同，分別亥子日黃衣青腰帶；寅卯日白衣紅腰帶；巳午日黑衣黃腰帶；申酉日紅衣黑腰帶；辰戍丑未日青衣白腰帶。而牧童的鞭杖上的結也因立春日的日支不同而用的材料也不同，分有苧、絲、麻，結的剷七則都是用青黃赤白黑等五色來染。
而牧童的年齡也有喻意，孩年的牧童代表逢季年（就是辰戌丑未年）；壯年的牧童代表逢仲年（就是子午卯酉年）；老年的牧童是逢孟年（就是寅申巳亥年）。另外如果牧童站在牛身中間，表示當年的立春在元旦前五天和後五天之間；牧童站在牛身前面，表示當年的立春在元旦五天前；牧童站在牛身後面，表示當年的立春在元旦五天後。

## 七言詩句
春牛圖左右兩旁分別載有七言詩句，這些詩句是預測當年的天氣及農作收成。

## 寓意
春牛圖在中國人們心目中也寓意著豐收的希望，幸福的憧憬以及對風調雨順的祈求。它是中國民間最常見的吉祥圖案，也是千百年來一直為人們喜聞樂見、長盛不衰的繪畫內容。